# CalSky
CalSky – serwis internetowy założony przez Arnolda Barmettlera, udostępniający efemerydy oraz generujący prognozy zjawisk astronomicznych, działający w latach 1991–2020. Posiadał rozbudowaną bazę danych obiektów astronomicznych (np. gwiazdy zmienne, supernowe, satelity) oraz zaawansowane funkcje, m.in. obliczanie szczegółowych efemeryd, generowanie map nieba, predykcja przelotów satelitów, prognoza pogody oraz kalendarz astronomiczny, w którym prezentowane były wybrane zjawiska astronomiczne wraz z dokładnym opisem.